# سمبسون ودليلة (مسلسل تلفزيوني)
سمبسون ودليلة، هو عنوان الحلقة الثانية من عائلة سيمبسون' (الموسم الثاني من المسلسل)، وقد عرضت لأول مرة في 18 تشرين الأول 1990.
يستخدم هومر خطة التأمين الطبي المقدمة من محطة سبرنغفيلد للطاقة النووية لشراء «ديموكسينيل»، وهو تركيبة معجزة لإعادة نمو الشعر. ينمو شعر هومر، ويحصل على ترقية في العمل ما يتيح له توظيف سكرتيرة تدعى كاريل. أخرج الحلقة «ريتش مور» وكتبها «جون فيتي» وكانت ضيفة الشرف فيها الممثلة «هارفي فيرشتاين» بدور كاريل.